# شعلة يوكسل شنلر
شعلة يوكسل شنلر (بالتركية: Şule Yüksel Şenler)‏ (ولدت في 29 مايو عام 1938 في مدينة قيصري وتوفيت في 29 أغسطس 2019) كاتبة تركية. من ابرز رموز الدفاع عن الحجاب في تركيا. حازت شعلة يوكسل على شهرة واسعة من خلال مقالاتها ومؤتمراتها في عام 1960.

## عنها
ولدت شعلة يوكسل أصول من قبرص. فقد هاجرت شعلة من قبرص إلى إسطنبول مع عائلتها. وقد تركت تعليمها الثانوي وهي في الصف الثاني. وبدأت العمل جنباً إلى جنب مع الخياطة. وقد تسببت شعلة يوكسل في ظهور نموذج الحجاب في المستقبل. وحينما بلغت الواحد والعشرون من عمرها عملت كصحفية في إحدى الصحف. وقد تحجبت في عام 1965. وقد قٌدمت دعوات قضائية ضدها وذلك بسبب مقالاتها في صحيفة الاستقلال الجديد. وبدأت مناقشات ومنازعات من خلال المؤتمرات التي عقدتها من خلال التجول بالأناضول. وبدأت تلقب شعلة يوكسل بلقب «شعلة المحجبة» حيث قامت الفتيات الصغيرات الاتي يقلدنُها بارتداء الحجاب. وقد أعُتقلت شعلة يوكسل بتهمة إهانة رئيس الجمهورية وذلك من خلال الخطاب التي كتبته لجودت صوناي ومكثت في السجن ثمانية أشهر.
أنشأت شعلة يوكسل صفحة للمرأة في جريدة حرية التعبير، وجريدة الإستقلال الجديد وجريدة الصباح. وكانت تكتب مقالات بالعمود في أعوام 1967 – 1971 في صحيفة اليوم. وكانت المؤلفة الرئيسة لمجلة «توقيت الشفق». وقد سجنت شعلة يوكسل في عام 1971. وعقب عام 1980 كتبت في جريدة الوقت والجريدة القومية.
وقد تحولت روايتها «شارع السعادة» إلى فيلم سينمائي. وقد قامت بدور عزت جوناي وتوركان شوراي وذلك في بطولة فيلم «الطرق الموحدة» حيث أخرجه يوسيل تشاكماكلي.
وقد تحولت أيضاً روايتها «شارع السعادة» إلى مسلسل تلفزيوني بالإسم نفسه «مسلسل شارع السعادة» وقد بُث على شاشة قناة أيه تي في. ولكن قد قالت شعلة يوكسل شنلر أنه لم يكن هناك أخبار في المرحلة الأولى من إصدار مسلسل لتوغبا كابلان كاتبة المقابلات الصحفية بصحيفة الوقت. وأنها لم تعلم أي شئ عن الأقسام في التلفزيون مثل كل شخص. وعلاوة على ذلك قد أعربت شعلة يوكسل عن قلقها وإضطرابها للغاية.
وعلى الرغم من العمر المتقدم لشعلة يوكسل شنلر وعدم راحتها فقد نشرت من حين لآخر العديد من المقالات المتنوعة في المجلات والصحف.

## أعمالها
•	معاناة الشباب
•	الهداية
•	ما حدث لنا
•	المرأة اليوم وفي الإسلام
•	انطباعات
•	كل شئ من أجل الإسلام
•	دموع الحضارة
•	شارع السعادة
•	الفتاة والزهرة
•	اليد اليمنى
•	المعلم المدرك
•	الثعلب مع الثعبان

## روابط خارجية
- شعلة يوكسل شنلر على موقع IMDb (الإنجليزية)
- شعلة يوكسل شنلر على موقع كينوبويسك (الروسية)